# Port lotniczy Virgin Gorda
Port lotniczy Virgin Gorda – port lotniczy zlokalizowany na wyspie Virgin Gorda, w miejscowości Spanish Town (Brytyjskie Wyspy Dziewicze).

## Linie lotnicze i połączenia
| Linia lotnicza         | Kierunek                                                                                       |
| ---------------------- | ---------------------------------------------------------------------------------------------- |
| Air Sunshine           | 1. Nevis 2. Saint Thomas 3. / San Juan 4. / Sint Maarten Czartery: 1. Saint Croix 2. / Vieques |
| Cape Air               | 1. / San Juan                                                                                  |
| Tradewind Aviation     | Sezonowo: 1. / San Juan                                                                        |
| Trans Anguilla Airways | 1. / Anguilla 2. / Tortola                                                                     |